# Nekrolog 1875
Nekrolog
◄◄
| ◄
| 1871
| 1872
| 1873
| 1874
| 1875 | 1876 | 1877 | 1878 | 1879 | ► | ►►
Weitere Ereignisse | Allgemeiner Nekrolog 1875
Die Beschreibung der verstorbenen Person sollte so kurz wie möglich gehalten sein und nur deren signifikante Tätigkeit(en) enthalten.
Neue Namen ggf. auch unter dem Geburts- und Sterbedatum, also etwa unter 1. Januar und im Geburts- und Sterbejahr (2024) eintragen (nur bei entsprechender großer Wichtigkeit). Für Beispiele siehe die schon vorhandenen Artikel.
Außerdem über die fünf zuletzt Verstorbenen, zu denen es einen ausreichend guten Artikel für eine Präsentation auf der Hauptseite gibt, nach der todesbedingten Überarbeitung der Artikel ggf. auch unter Wikipedia Diskussion:Hauptseite informieren und sie am besten auch in den anderen Wikipedia-Sprachversionen eintragen. Tipp: Regelmäßig bei news.google.de nach „ist tot“, „gestorben“ oder „verstorben“ suchen.
Wenn eine Person gestorben ist, gibt es viele Seiten zu dieser Person in der Wikipedia, die davon auch betroffen sind und entsprechend aktualisiert werden müssen. Beispiele: Namenübersichtsseite, Geburtsjahr, Geburtsort-Seiten und viele mehr.
Wie finde ich die betroffenen Seiten?
Im Suchfeld auf der linken Seite gibt man den Suchbegriff so ein: „Vorname Nachname“. Dann klickt man auf Volltext und alle Seiten mit entsprechendem Suchtext werden aufgerufen. Hier sieht man dann schnell, wo auch das Todesjahr Sinn macht oder sogar ein Teil des Artikels angepasst werden muss. Auch hilft das „Werkzeug“ auf der linken Seite sehr gut, um solche Seiten aufzufinden: „Links auf diese Seite“. Somit ist die Wikipedia wieder aktuell in allen Bereichen! Hinweis: bei Eintragung der Kategorie „Gestorben JAHR“ wird der Missbrauchsfilter 49 ausgelöst, was jedoch nicht schlimm ist. Siehe: Spezial:Missbrauchsfilter/49
Dies ist eine Liste von im Jahr 1875 verstorbenen bekannten Persönlichkeiten. Die Einträge erfolgen innerhalb der einzelnen Daten alphabetisch sortiert. Tiere sind im Nekrolog für Tiere zu finden.

## Januar
| Tag        | Name                                                  | Beruf, bekannt als | Alter | Beleg |
| ---------- | ----------------------------------------------------- | --- | ----- | ----- |
| 1. Januar  | Abraham Johannes de Smit van den Broecke              | niederländischer Seeoffizier und Politiker | 73    |       |
| 1. Januar  | Casimir Louis Victurnien de Rochechouart de Mortemart | französischer Militär, Diplomat und Politiker                                                                                                   | 87    |       |
| 1. Januar  | Theodor Yorck                                         | Gründungsvater der deutschen Sozialdemokratie                                                                                                   | 44    |       |
| 2. Januar  | Carl Nipperdey                                        | deutscher klassischer Philologe | 53    |       |
| 2. Januar  | Eber Brock Ward                                       | US-amerikanischer Großunternehmer | 63    |       |
| 3. Januar  | Rudolf von Buttlar                                    | deutscher Forstwirt, Erfinder und Politiker | 72    |       |
| 3. Januar  | Luther C. Carter                                      | US-amerikanischer Politiker | 69    |       |
| 3. Januar  | Pierre Larousse                                       | französischer Schriftsteller | 57    |       |
| 3. Januar  | William R. Sapp                                       | US-amerikanischer Politiker | 70    |       |
| 3. Januar  | Thomas G. Turner                                      | US-amerikanischer Politiker | 64    |       |
| 4. Januar  | Michael von Deinlein                                  | römisch-katholischer Bischof von Augsburg, Erzbischof von Bamberg                                                                               | 74    |       |
| 4. Januar  | Theodor Goldschmidt                                   | deutscher Chemiker | 57    |       |
| 5. Januar  | Hermann Wilhelm Bödeker                               | deutscher evangelischer Pastor | 75    |       |
| 5. Januar  | Émile Pereire                                         | französischer Finanzmann und Publizist | 74    |       |
| 6. Januar  | Friedrich Wilhelm I.                                  | letzter Kurfürst und souveräner Landgraf von Hessen-Kassel                                                                                      | 72    |       |
| 6. Januar  | Krastjo Pischurka                                     | bulgarischer Theaterregisseur und Schauspieler                                                                                                  |       |       |
| 7. Januar  | Guntram Hämmerle                                      | österreichischer Beamter und Politiker, Landtagsabgeordneter                                                                                    | 53    |       |
| 8. Januar  | Ludwig Forwerk                                        | deutscher römisch-katholischer Geistlicher, Administrator der katholischen Jurisdiktionsbezirke in Sachsen, Titularbischof, Apostolischer Vikar | 58    |       |
| 8. Januar  | Alexander Julius Klünder                              | estländischer Maler und Lithograph | 72    |       |
| 8. Januar  | Eugen Erdmann von Württemberg                         | preußischer General der Kavallerie | 54    |       |
| 10. Januar | Jean Achille Deville                                  | französischer Gelehrter |       |       |
| 10. Januar | Anton Melbye                                          | dänischer Maler | 56    |       |
| 10. Januar | Victor Place                                          | französischer Konsul und Archäologe | 56    |       |
| 11. Januar | Heinrich Anton Rudolph Brandis                        | deutscher Jurist | 53    |       |
| 11. Januar | Eduard von Grebmer zu Wolfsthurn                      | österreichischer Rechtsanwalt und Politiker, Landtagsabgeordneter                                                                               | 53    |       |
| 11. Januar | Giovanni Luppis                                       | österreichischer Marineoffizier und Ingenieur                                                                                                   | 61    |       |
| 12. Januar | Thomas E. Bramlette                                   | US-amerikanischer Politiker | 58    |       |
| 12. Januar | Johann Richard Seel                                   | deutscher Maler, Grafiker und Karikaturist | 55    |       |
| 12. Januar | Tongzhi                                               | Kaiser von China | 18    |       |
| 13. Januar | Robert Adams                                          | irischer Chirurg und Kardiologe |       |       |
| 13. Januar | Ferdinand François Châtel                             | Bischof-Primas von Gallien | 80    |       |
| 14. Januar | Johannes von Gruber                                   | deutscher Klassischer Philologe und Gymnasiallehrer                                                                                             | 67    |       |
| 14. Januar | Jerediah Horsford                                     | US-amerikanischer Politiker | 83    |       |
| 15. Januar | Jean Baptiste Julien d’Omalius d’Halloy               | belgischer Geologe | 91    |       |
| 17. Januar | Friedrich Keil                                        | deutscher Maler | 61    |       |
| 18. Januar | Johann Contzen                                        | deutscher Politiker, Verwaltungsbeamter und Bürgermeister von Aachen                                                                            | 65    |       |
| 18. Januar | Oscar Gustave Rejlander                               | schwedisch-britischer Pionier der künstlerischen Fotografie im Viktorianischen Zeitalter                                                        |       |       |
| 20. Januar | Jean-François Millet                                  | französischer Maler | 60    |       |
| 20. Januar | Maximilian Werner                                     | badischer Politiker | 59    |       |
| 21. Januar | Georg Schmidbauer                                     | bayerischer katholischer Geistlicher und Abgeordneter                                                                                           | 60    |       |
| 22. Januar | Henry Durant                                          | US-amerikanischer Theologe und Hochschullehrer                                                                                                  | 72    |       |
| 22. Januar | Ferdinand Hitzig                                      | deutscher protestantischer Theologe | 67    |       |
| 23. Januar | Charles Kingsley                                      | englischer anglikanischer Geistlicher, Theologe und Schriftsteller                                                                              | 55    |       |
| 24. Januar | Leopold Jansa                                         | tschechisch-österreichischer Violinist und Komponist                                                                                            | 79    |       |
| 24. Januar | Gottfried Thomasius                                   | deutscher lutherischer Theologe | 72    |       |
| 26. Januar | George Finlay                                         | britischer Historiker und Philhellene | 75    |       |
| 26. Januar | Philipp August Klein                                  | preußischer Generalmajor, Kommandeur der 7. Landwehr-Brigade                                                                                    | 86    |       |
| 27. Januar | Friedrich Anders                                      | deutscher Jurist und Politiker | 66    |       |
| 28. Januar | James Hurtle Fisher                                   | australischer Politiker, erster Bürgermeister von Adelaide, erster Präsident des South Australian Legislative Council                           | 84    |       |
| 29. Januar | Rageth Christoffel                                    | Schweizer reformierter Pfarrer und Pädagoge | 64    |       |
| 29. Januar | Samuel Gottfried Kerst                                | deutscher Politiker und Beamter | 70    |       |
| 29. Januar | Friedrich Christian Prehn                             | preußischer Verwaltungsbeamter und Sachsen-Meininger Politiker                                                                                  | 64    |       |
| 29. Januar | Edward Sugden, 1. Baron St. Leonards                  | britischer Jurist, Politiker, Mitglied des House of Commons und Lordkanzler                                                                     | 93    |       |
| 30. Januar | Peter Felix Brock                                     | russischer Staatsmann, Finanzminister und aktiver Geheimrat                                                                                     | 69    |       |
| 30. Januar | Prosper-Louis-Pascal Guéranger                        | Begründer einer neuen liturgischen Bewegung | 69    |       |

## Februar
| Tag         | Name                                 | Beruf, bekannt als | Alter | Beleg |
| ----------- | ------------------------------------ | --- | ----- | ----- |
| 1. Februar  | William Sterndale Bennett            | englischer Komponist und Pianist | 58    |       |
| 2. Februar  | Luigi Agnesi                         | belgischer Opernsänger der Stimmlage Bass, Dirigent und Komponist                                                                                  | 41    |       |
| 2. Februar  | Ludwig Droste                        | deutscher Architekt, Stadtbaumeister in Hannover, Vertreter des hannoverschen Rundbogenstils                                                       | 60    |       |
| 2. Februar  | Henri Pape                           | französischer Klavierbauer | 85    |       |
| 2. Februar  | Carl Jakob Sundevall                 | schwedischer Zoologe | 73    |       |
| 3. Februar  | Conrad Johann Bokelmann              | Gutsbesitzer, Reichstagsabgeordneter | 44    |       |
| 3. Februar  | Samuel F. Hersey                     | US-amerikanischer Politiker | 62    |       |
| 4. Februar  | Josef Ettenreich                     | entscheidend an der Vereitelung des Messerattentats auf Kaiser Franz Joseph I. beteiligt                                                           | 74    |       |
| 4. Februar  | Ferdinand von Schlemmer              | preußischer Generalmajor | 86    |       |
| 4. Februar  | Richard Zimmermann                   | deutscher Landschafts- und Naturmaler | 54    |       |
| 5. Februar  | William Alfred Buckingham            | US-amerikanischer Politiker | 70    |       |
| 5. Februar  | Arthur von Ramberg                   | österreichischer Kunstmaler und Zeichner | 55    |       |
| 6. Februar  | Edward P. Little                     | US-amerikanischer Politiker | 83    |       |
| 7. Februar  | Conrad Rücker                        | deutscher Kaufmann | 51    |       |
| 7. Februar  | Christian Ludewig Theodor Winkelmann | deutscher Klavierfabrikant | 62    |       |
| 8. Februar  | Wilhelm August Gottlieb Assmann      | deutscher Historiker, Pädagoge und Politiker | 74    |       |
| 9. Februar  | Osmyn Baker                          | US-amerikanischer Politiker | 74    |       |
| 9. Februar  | Cecil De Vere                        | englischer Schachmeister | 28    |       |
| 9. Februar  | Friedrich Arnold Steinmann           | deutscher Jurist und Schriftsteller | 73    |       |
| 10. Februar | Kaspar Meder                         | bayerischer Landwirt, Landtagsabgeordneter und Abgeordneter des Zollparlaments                                                                     | 76    |       |
| 11. Februar | Amanz Jeker                          | Schweizer Jurist und Politiker | 58    |       |
| 11. Februar | Karl Friedrich von Savigny           | deutscher Geistlicher, Diplomat und Politiker (Zentrum), MdR                                                                                       | 60    |       |
| 12. Februar | Amélie Munier-Romilly                | Schweizer Malerin | 86    |       |
| 12. Februar | Adolph Friedrich Vollmer             | deutscher Landschafts- und Marinemaler und Grafiker                                                                                                | 68    |       |
| 13. Februar | Zacharias Frankel                    | deutscher Rabbiner | 73    |       |
| 13. Februar | Eduard von Schele zu Schelenburg     | Ministerpräsident des Königreichs Hannover und Generalpostmeister in Frankfurt am Main                                                             | 69    |       |
| 13. Februar | Josef Valentin Stieger               | österreichischer Politiker | 67    |       |
| 13. Februar | Ernst von der Wense                  | Verwaltungsjurist und Königlich Hannoverscher Drost                                                                                                | 83    |       |
| 14. Februar | Samuel Hooper                        | US-amerikanischer Politiker | 67    |       |
| 14. Februar | Caroline Sutorius                    | deutsche Theaterschauspielerin |       |       |
| 15. Februar | Karoline Albrecht                    | deutsche Theaterschauspielerin und Sängerin | 72    |       |
| 15. Februar | Eljakim Carmoly                      | französischer Gelehrter und Literaturhistoriker | 72    |       |
| 15. Februar | Friedrich Leopold von Heintz         | sächsischer Offizier, zuletzt Generalleutnant | 84    |       |
| 15. Februar | Edward John Horan                    | kanadischer Geistlicher und römisch-katholischer Bischof von Kingston                                                                              | 57    |       |
| 15. Februar | Clemens Moser                        | österreichischer Ordensgeistlicher, Benediktiner-Abt und Politiker, Landtagsabgeordneter                                                           | 68    |       |
| 15. Februar | Gerhard Casimir Ubaghs               | Philosoph und katholischer Theologe | 74    |       |
| 15. Februar | Friedrich von Uechtritz              | deutscher Dichter | 74    |       |
| 16. Februar | Karl Lotz                            | deutscher Apotheker, Bürgermeister, Mitglied der Kammer der Abgeordneten und Spiritist                                                             | 51    |       |
| 16. Februar | Adrien Lucy                          | französischer Maler und Zeichner | 80    |       |
| 16. Februar | Adolf Pratobevera von Wiesborn       | österreichischer Jurist und Politiker | 68    |       |
| 17. Februar | Friedrich Wilhelm August Argelander  | deutscher Astronom | 75    |       |
| 17. Februar | Landon Carter Haynes                 | amerikanischer Politiker | 58    |       |
| 17. Februar | Atis Kronvalds                       | lettischer Linguist, Schriftsteller und Herausgeber                                                                                                | 37    |       |
| 17. Februar | Uchida Kuichi                        | japanischer Fotograf |       |       |
| 18. Februar | Peter Bajus                          | deutscher Schnellläufer und Hofläufer | 79    |       |
| 18. Februar | Florenty von Lisiecki                | deutsch-polnischer Jurist und Politiker | 65    |       |
| 18. Februar | Ernst Ferdinand Nolte                | deutscher Botaniker | 83    |       |
| 19. Februar | Johann Hermann August Capaun-Karlowa | deutscher Beamter und Richter im Fürstentum Lippe                                                                                                  | 70    |       |
| 19. Februar | Eduard Holbein                       | deutscher Maler und Illustrator |       |       |
| 19. Februar | Vincenc Morstadt                     | tschechischer Maler | 72    |       |
| 21. Februar | Augustus Raymond Margary             | britischer Reisender und Diplomat | 28    |       |
| 22. Februar | Jean-Baptiste Camille Corot          | französischer Landschaftsmaler | 78    |       |
| 22. Februar | Charles Lyell                        | britischer Geologe | 77    |       |
| 22. Februar | George R. Robbins                    | US-amerikanischer Politiker | 66    |       |
| 23. Februar | Clemens Schrader                     | jesuitischer Theologe | 54    |       |
| 24. Februar | Léonard Greindl                      | belgischer Militär | 76    |       |
| 24. Februar | Thomas Reynolds                      | australischer Politiker, Unternehmer, Premierminister von South Australia                                                                          | 57    |       |
| 24. Februar | Marc Seguin                          | französischer Ingenieur | 88    |       |
| 25. Februar | Luigi Natoli                         | italienischer römisch-katholischer Bischof | 75    |       |
| 25. Februar | Carsten Redlef Volquardsen           | deutscher klassischer Philologe und Lehrer | 50    |       |
| 26. Februar | Svetozar Marković                    | Publizist, Politiker und erster serbischer Sozialist                                                                                               | 28    |       |
| 28. Februar | Goldsworthy Gurney                   | britischer Chirurg, Chemiker, Lecturer, Berater, Architekt, Konstrukteur, Erfinder und Hobbywissenschaftler während des Viktorianischen Zeitalters | 82    |       |
| 28. Februar | Hans Heinrich Hürlimann              | Schweizer Politiker und Unternehmer | 68    |       |
| 28. Februar | Sophia Isberg                        | schwedische Künstlerin |       |       |

## März
| Tag      | Name                               | Beruf, bekannt als                                                  | Alter | Beleg |
| -------- | ---------------------------------- | ------------------------------------------------------------------- | ----- | ----- |
| 1. März  | Tristan Corbière                   | französischer Dichter                                               | 29    |       |
| 1. März  | Henry Kellett                      | Offizier der Royal Navy, Polarforscher und Ozeanograph              | 68    |       |
| 1. März  | Hubert von Luschka                 | Mediziner, Anatom                                                   | 54    |       |
| 2. März  | John Birnie Philip                 | englischer Bildhauer                                                | 50    |       |
| 2. März  | Lorenzo Thomas                     | General der U.S. Armee                                              | 70    |       |
| 3. März  | Adolf Reubke                       | deutscher Orgelbauer                                                | 69    |       |
| 4. März  | Johann Gottlieb                    | mährisch-österreichischer Chemiker                                  | 60    |       |
| 4. März  | Gottfried Pulian                   | deutscher Architektur- und Landschaftsmaler                         | 65    |       |
| 4. März  | Carlo Romani                       | italienischer Komponist                                             | 50    |       |
| 4. März  | Carl Staudinger                    | Landwirt und Landtagsabgeordneter                                   | 64    |       |
| 5. März  | Johanna Gabillon                   | österreichisch-deutsche Schauspielerin                              | 56    |       |
| 5. März  | Franz Haller von Hallerkeö         | österreichischer Offizier und Staatsmann                            | 78    |       |
| 5. März  | Hermann Friedrich Kohlbrügge       | deutscher reformierter Theologe                                     | 71    |       |
| 5. März  | Claude Louis Mathieu               | französischer Mathematiker und Astronom                             | 91    |       |
| 6. März  | Johann Heinrich Beck               | deutscher Porträt- und Hofmaler                                     | 86    |       |
| 6. März  | Wilhelm Gottlieb Magdeburg         | deutscher Jurist und Politiker                                      | 73    |       |
| 6. März  | Marcus Schlichting                 | deutscher Lehrer und Politiker                                      | 70    |       |
| 7. März  | James Buffinton                    | US-amerikanischer Politiker                                         | 57    |       |
| 7. März  | Peter Egger                        | österreichischer Landwirt und Politiker, Landtagsabgeordneter       | 65    |       |
| 7. März  | Hope Grant                         | britischer General                                                  | 66    |       |
| 7. März  | John Edward Gray                   | britischer Zoologe und erster Philatelist der Welt                  | 75    |       |
| 7. März  | Arthur Helps                       | englischer Schriftsteller                                           | 61    |       |
| 8. März  | Lorenzo Barili                     | italienischer Kardinal                                              | 73    |       |
| 8. März  | Gebhard Blücher von Wahlstatt      | preußischer Großgrundbesitzer                                       | 75    |       |
| 8. März  | Wilhelm Furtwängler                | deutscher Klassischer Philologe und Lehrer                          | 65    |       |
| 8. März  | Kajetan Rogenmoser                 | Schweizer Politiker                                                 | 49    |       |
| 10. März | Joseph Daussoigne-Méhul            | belgisch-französischer Komponist                                    | 84    |       |
| 11. März | Johann Nepomuk Hofzinser           | österreichischer Zauberkünstler                                     | 68    |       |
| 11. März | John W. Longyear                   | US-amerikanischer Politiker                                         | 54    |       |
| 12. März | Maria Schmidt                      | deutsche Opernsängerin (Sopran), Schauspielerin und Harfenspielerin | 67    |       |
| 13. März | Balthasar Reber                    | Schweizer Historiker, Theologe und Schriftsteller                   | 69    |       |
| 14. März | Adolph Bermbach                    | Abgeordneter der Frankfurter Nationalversammlung                    | 53    |       |
| 14. März | Conrad Büchel                      | deutscher Rechtswissenschaftler und Hochschullehrer                 | 74    |       |
| 14. März | Johann Baptist Feßler              | österreichischer Bildhauer                                          | 71    |       |
| 14. März | Stephan Schuhmacher                | Orgelbauer                                                          | 55    |       |
| 15. März | Johann Diedrich Bieber             | deutscher Apotheker und Fabrikant                                   | 78    |       |
| 15. März | William Maynard Gomm               | britischer Feldmarschall                                            |       |       |
| 16. März | Friedrich Chop                     | Landtagsabgeordneter und Märzminister                               | 74    |       |
| 17. März | John Carey                         | US-amerikanischer Politiker                                         | 82    |       |
| 17. März | Therese Grob                       | österreichische Sängerin                                            |       |       |
| 17. März | Ferdinand Laub                     | böhmischer Geiger und Komponist                                     | 43    |       |
| 17. März | Leo von Reischach                  | Oberamtmann, Königlicher Kammerherr, MdL (Württemberg)              | 70    |       |
| 18. März | Athanasius Bernhard                | böhmischer Zisterzienser und Abt des Klosters Osek (1853–1875)      | 60    |       |
| 18. März | Octavius Clason                    | deutscher Althistoriker und Klassischer Philologe                   | 31    |       |
| 19. März | Jean-Baptiste Vuillaume            | französischer Geigenbauer                                           | 76    |       |
| 20. März | Carl August Abmeyer                | deutscher Kantor und Komponist                                      | 78    |       |
| 20. März | Franz Boll                         | deutscher Theologe und Historiker                                   | 69    |       |
| 20. März | Baltzar von Platen                 | schwedischer Politiker, Außenminister (1871–1872)                   | 70    |       |
| 20. März | January Suchodolski                | polnischer Kriegsmaler und Armeeoffizier                            | 77    |       |
| 21. März | Virginie Ancelot                   | französische Schriftstellerin und Malerin                           | 83    |       |
| 21. März | William Gibbs Rogers               | britischer Bild- und Holzschnitzer                                  | 82    |       |
| 23. März | John Hickman                       | US-amerikanischer Politiker                                         | 64    |       |
| 23. März | Franz Xaver Schlechta von Wschehrd | österreichischer Beamter und Dichter                                | 78    |       |
| 24. März | Amédée Achard                      | französischer Schriftsteller                                        | 60    |       |
| 26. März | Agricol Perdiguier                 | französischer Wandergeselle, Politiker und Schriftsteller           | 69    |       |
| 26. März | John Williams                      | US-amerikanischer Politiker                                         | 68    |       |
| 27. März | Franz Josef Kratz                  | deutscher Jurist und Politiker, MdR                                 | 65    |       |
| 27. März | Edgar Quinet                       | französischer Schriftsteller und Historiker                         | 72    |       |
| 28. März | Engelbert-August von Arenberg      | Standesherr                                                         | 50    |       |
| 28. März | Johann Jakob Christian Donner      | deutscher Übersetzer                                                | 75    |       |
| 28. März | Leonhard Gläser                    | deutscher Industrieller und Philanthrop                             | 78    |       |
| 28. März | Friedrich Sporleder                | deutscher Beamter und Naturforscher                                 | 87    |       |
| 29. März | Wilhelm Bulster                    | deutscher Verwaltungsbeamter und Richter                            | 71    |       |
| 29. März | Johann Heinrich Felsing            | Kupferstecher und Kupferdrucker                                     | 74    |       |
| 29. März | Andreas Hansen                     | deutscher Baumeister                                                |       |       |
| 29. März | David August Rosenthal             | deutscher Arzt, jüdischer Konvertit zum katholischen Glauben, Autor | 53    |       |
| 30. März | Marie Moke-Pleyel                  | französisch-belgische Pianistin                                     | 63    |       |
| 30. März | John E. Seeley                     | US-amerikanischer Jurist und Politiker                              | 64    |       |
| 31. März | Jean-Henri Duchosal                | Schweizer Mediziner und Politiker                                   | 55    |       |
| 31. März | Christian Flor                     | dänischer Pädagoge und Politiker                                    | 83    |       |
| 31. März | Friedrich Julius Richelot          | deutscher Mathematiker und Hochschullehrer                          | 66    |       |

## April
| Tag       | Name                                           | Beruf, bekannt als                                                                     | Alter | Beleg |
| --------- | ---------------------------------------------- | -------------------------------------------------------------------------------------- | ----- | ----- |
| 1. April  | Karl Hippmann                                  | deutscher Verwaltungsbeamter                                                           | 63    |       |
| 1. April  | August Friedrich Timaeus                       | deutscher Unternehmer                                                                  | 81    |       |
| 2. April  | Francisco Coll                                 | spanischer Ordensgründer und heiliger der römisch-katholischen Kirche                  | 62    |       |
| 2. April  | Friedrich Eduard Mayer                         | deutscher Metallwarengroßhändler und Politiker (DP), Landtagsmitglied, MdR             | 65    |       |
| 3. April  | John Randolph Chambliss senior                 | US-amerikanischer Jurist sowie konföderierter Politiker und Offizier                   | 66    |       |
| 3. April  | Frederick R. Spencer                           | amerikanischer Porträtmaler                                                            | 68    |       |
| 3. April  | Friedrich Stegen                               | deutscher sozialdemokratischer Zeitungsverleger, Arbeiterfunktionär und Bürgermeister  |       |       |
| 4. April  | Hermann Bellebaum                              | deutscher Schriftsteller und Geistlicher                                               | 69    |       |
| 4. April  | Karl Mauch                                     | deutscher Afrikaforscher und Kartograph                                                | 37    |       |
| 4. April  | Bernhard von Mellenthin                        | deutscher Rittergutsbesitzer, Unternehmer, Offizier und Parlamentarier                 | 63    |       |
| 5. April  | James I. Roosevelt                             | US-amerikanischer Politiker                                                            | 79    |       |
| 5. April  | Félix Thomas                                   | französischer Maler, Architekt, Bildhauer und Kupferstecher                            | 59    |       |
| 6. April  | Wilhelm Baumeister                             | preußischer Offizier und Schauspieler                                                  | 59    |       |
| 6. April  | Moses Hess                                     | deutsch-jüdischer Philosoph, Frühsozialist, Vorläufer des Zionismus                    | 63    |       |
| 6. April  | Peter Harum                                    | österreichischer Rechtswissenschaftler und Hochschullehrer                             | 49    |       |
| 7. April  | Georg Herwegh                                  | revolutionärer deutscher Dichter                                                       | 57    |       |
| 8. April  | Otto von Langenmantel                          | deutscher Adeliger und Bauingenieur                                                    | 59    |       |
| 9. April  | Johann Karl Erler der Jüngere                  | deutscher evangelischer Theologe                                                       | 73    |       |
| 9. April  | Friedrich Albert von Schultze                  | deutscher Forstbeamter                                                                 | 66    |       |
| 10. April | William McMurtry                               | US-amerikanischer Politiker                                                            | 74    |       |
| 10. April | James M. Slade                                 | US-amerikanischer Politiker                                                            | 62    |       |
| 11. April | Ernst Cammann                                  | deutscher Konsistorialrat                                                              | 57    |       |
| 11. April | Otto von Düring                                | deutscher Richter und Justizminister                                                   | 68    |       |
| 11. April | Andrew Jackson Hamilton                        | US-amerikanischer Politiker                                                            | 60    |       |
| 11. April | Samuel Heinrich Schwabe                        | deutscher Astronom                                                                     | 85    |       |
| 12. April | Philipp von Brunnow                            | russischer Diplomat                                                                    | 77    |       |
| 13. April | Joachim Peter Perlin                           | deutscher Schneider                                                                    | 83    |       |
| 13. April | P. C. Skovgaard                                | dänischer Maler                                                                        | 58    |       |
| 14. April | Johann Gottlieb Rambatz                        | deutscher Zimmermeister                                                                | 74    |       |
| 15. April | Ludwig Born                                    | Landwirt, Reichstagsabgeordneter                                                       | 62    |       |
| 15. April | Joseph Crocé-Spinelli                          | französischer Ballonpionier                                                            | 29    |       |
| 15. April | Georg Rathgeber                                | deutscher klassischer Archäologe, Kunsthistoriker und Bibliothekar                     | 74    |       |
| 15. April | Anton Schrötter von Kristelli                  | österreichischer Chemiker und Mineraloge                                               | 72    |       |
| 16. April | Henri-Christophe Rieken                        | deutsch-belgischer Arzt und Beamter                                                    | 77    |       |
| 17. April | Johann Müller                                  | deutscher Orgelbauer                                                                   | 57    |       |
| 19. April | Manuel de Saldanha da Gama                     | portugiesischer Gouverneur von Portugiesisch-Timor                                     | 54    |       |
| 19. April | Anna Karbe                                     | märkische Lieder- und Heimatdichterin                                                  | 22    |       |
| 19. April | Heinrich Andreas Pröhle                        | deutscher Schriftsteller und evangelischer Theologe                                    | 78    |       |
| 20. April | Caroline Caspari                               | deutsche Konzertsängerin (Alt), Gesangspädagogin und Dichterin                         | 66    |       |
| 20. April | Carl Julius Dannenberg                         | deutscher Richter, Landtagspräsident in Oldenburg, MdR im Norddeutschen Bund           | 61    |       |
| 20. April | Thomas J. Drake                                | US-amerikanischer Politiker                                                            | 76    |       |
| 20. April | John J. Milligan                               | US-amerikanischer Politiker                                                            | 79    |       |
| 20. April | Ernst Müller                                   | deutscher Maler, Bildhauer und Kunstschriftsteller                                     | 51    |       |
| 21. April | José Manuel Gallegos                           | US-amerikanischer Politiker                                                            | 59    |       |
| 21. April | Silas H. Hodges                                | US-amerikanischer Anwalt, Geistlicher und Politiker, der State Auditor von Vermont war | 71    |       |
| 21. April | Herbert Pernice                                | deutscher Jurist                                                                       | 43    |       |
| 21. April | Pirmin Pockstaller                             | Abt von St. Georgenberg-Fiecht                                                         | 68    |       |
| 22. April | Franz Anton von Balling                        | deutscher Balneologe, Badearzt und Unternehmer                                         | 75    |       |
| 23. April | Pancraz Körle                                  | deutscher Porträt- und Genremaler sowie Lithograph                                     | 51    |       |
| 24. April | Georg Ludwig Carius                            | deutscher Chemiker                                                                     | 45    |       |
| 24. April | André Koechlin                                 | französischer Textil- und Eisenbahnunternehmer                                         | 85    |       |
| 24. April | Juana Manso de Noronha                         | argentinische Schriftstellerin, Feministin, Komponistin, Pädagogin und Journalistin    | 55    |       |
| 24. April | Joseph Russell                                 | US-amerikanischer Politiker                                                            |       |       |
| 24. April | Samuel P. Tregelles                            | britischer Bibelgelehrter, Textkritiker und Theologe                                   | 62    |       |
| 25. April | Otto von Dehn-Rotfelser                        | deutscher Jurist und Landrat                                                           | 59    |       |
| 25. April | Thrinle Gyatsho                                | zwölfter Dalai Lama                                                                    | 18    |       |
| 25. April | Ernst Helwing                                  | deutscher Historiker                                                                   | 71    |       |
| 25. April | Josef Wurda                                    | österreichischer Opernsänger (Tenor) und Theaterleiter                                 | 67    |       |
| 26. April | Wilhelm Albert Kosmann                         | deutscher Jurist, Richter am Bundesoberhandelsgericht                                  | 73    |       |
| 26. April | Georg zu Ysenburg und Büdingen in Philippseich | Generalleutnant und Abgeordneter                                                       | 81    |       |
| 27. April | Vere Hobart, Lord Hobart                       | britischer politischer Autor und Kolonialgouverneur                                    | 56    |       |
| 27. April | Joseph Zeyer                                   | Jurist und Politiker                                                                   | 73    |       |
| 29. April | Karl Wolfgang Christoph Schüz                  | deutscher Staatswissenschaftler und Hochschullehrer                                    | 63    |       |
| 29. April | Heinrich Albert Zachariä                       | deutscher Jurist                                                                       | 68    |       |
| 30. April | Johann Friedrich von Waldeck                   | französischer Antiquar, Kartograf, Maler und Forschungsreisender                       | 107   |       |

## Mai
| Tag     | Name                                               | Beruf, bekannt als | Alter | Beleg |
| ------- | -------------------------------------------------- | --- | ----- | ----- |
| 1. Mai  | Thomas M. Edwards                                  | US-amerikanischer Politiker                                                                                                   | 79    |       |
| 1. Mai  | Traugott Gey                                       | deutscher Kinderdarsteller (Sopran) und Opernsänger (Bass) und Theaterschauspieler                                            | 78    |       |
| 1. Mai  | Thomas J. Henley                                   | US-amerikanischer Politiker                                                                                                   | 66    |       |
| 1. Mai  | Leonhard Kohl von Kohlenegg                        | österreichischer Schriftsteller und Schauspieler                                                                              | 40    |       |
| 1. Mai  | George Augustus La Dow                             | US-amerikanischer Politiker                                                                                                   | 49    |       |
| 2. Mai  | Immanuel Friedrich Otto                            | deutscher Textilindustrieller                                                                                                 | 84    |       |
| 3. Mai  | Hermann von Arnim                                  | deutscher Rittergutsbesitzer, Verwaltungsbeamter und Parlamentarier                                                           | 72    |       |
| 3. Mai  | Franz Geyling                                      | österreichischer Maler | 71    |       |
| 3. Mai  | Friedrich Giesebrecht                              | deutscher evangelischer Theologe                                                                                              | 82    |       |
| 3. Mai  | Johann Anton Joseph Hansen                         | deutscher katholischer Geistlicher, Politiker und Geschichtsschreiber                                                         | 74    |       |
| 3. Mai  | Kicking Bird                                       | Stammeshäuptling der Kiowa |       |       |
| 4. Mai  | Carl Friedrich von Both                            | Jurist und Vizekanzler der Universität Rostock                                                                                | 86    |       |
| 4. Mai  | Heinrich Ewald                                     | deutscher Theologe, Orientalist und Politiker (DHP), MdR                                                                      | 71    |       |
| 4. Mai  | Klemens Iten                                       | Schweizer Politiker | 85    |       |
| 4. Mai  | Michel Lévy                                        | französischer Buchhändler | 54    |       |
| 5. Mai  | James Turner Morehead                              | US-amerikanischer Politiker                                                                                                   | 76    |       |
| 5. Mai  | Friedrich von Wick                                 | deutscher Jurist, Verwaltungsbeamter und Regierungsrat                                                                        | 72    |       |
| 6. Mai  | Abraham Andreae                                    | deutscher Maschinenbauingenieur                                                                                               | 55    |       |
| 6. Mai  | Karl Eduard Bauernschmid                           | österreichischer Jurist, Politiker und Journalist                                                                             | 74    |       |
| 6. Mai  | Christian August Thomas Bruhn                      | deutscher Verwaltungsjurist                                                                                                   | 66    |       |
| 6. Mai  | Georg Hauberrisser sen.                            | österreichischer Baumeister                                                                                                   | 83    |       |
| 6. Mai  | Gustav Malmros                                     | deutscher Richter; Kronsyndikus und Mitglied des Preußischen Herrenhauses                                                     | 62    |       |
| 6. Mai  | Sherard Osborn                                     | britischer Konteradmiral und Polarforscher                                                                                    | 53    |       |
| 7. Mai  | Joseph Schlitz                                     | deutsch-amerikanischer Brauunternehmer und Besitzer der Joseph Schlitz Brewing Company                                        | 43    |       |
| 8. Mai  | Alexandra Amalie von Bayern                        | Prinzessin von Bayern und Schriftstellerin                                                                                    | 48    |       |
| 8. Mai  | Johann Friedrich Bahr                              | schwedischer Chemiker | 69    |       |
| 8. Mai  | Thomas Baines                                      | britischer Landschaftsmaler und Afrikaforscher, Mitglied der Royal Society                                                    | 54    |       |
| 8. Mai  | Karl Nicola                                        | deutscher Violinist, Königlicher Hof- und Kammermusiker, Musik- und Chordirektor sowie Komponist                              | 78    |       |
| 8. Mai  | Karl Schropp                                       | deutscher Modellbauer | 80    |       |
| 10. Mai | Michel Van Cuyck                                   | belgischer Maler | 77    |       |
| 10. Mai | Willard Hall                                       | US-amerikanischer Politiker                                                                                                   | 94    |       |
| 10. Mai | Friedrich Jahn                                     | deutscher Orgelbauer | 76    |       |
| 10. Mai | Gustave Adolphe Thuret                             | französischer Botaniker und Algologe                                                                                          | 57    |       |
| 10. Mai | George Washington Woodward                         | US-amerikanischer Jurist und Politiker                                                                                        | 66    |       |
| 11. Mai | Hektor Rössler                                     | Landtagsabgeordneter Großherzogtum Hessen                                                                                     | 68    |       |
| 12. Mai | Joseph Burns                                       | US-amerikanischer Politiker                                                                                                   | 75    |       |
| 12. Mai | Heinrich von Hofstätter                            | deutscher katholischer Bischof von Passau                                                                                     | 70    |       |
| 13. Mai | John Willoughby Crawford                           | kanadischer Politiker, Vizegouverneur von Ontario                                                                             |       |       |
| 14. Mai | Gottfried Bernhardy                                | deutscher Philologe | 75    |       |
| 14. Mai | Auguste Kladzig                                    | deutsche Theaterschauspielerin, Sängerin und Schriftstellerin                                                                 |       |       |
| 15. Mai | Heinrich Hoos                                      | Bürgermeister und Abgeordneter                                                                                                | 66    |       |
| 16. Mai | Jonathan D. Morris                                 | US-amerikanischer Politiker                                                                                                   | 70    |       |
| 16. Mai | Georg Julius von Schultz                           | baltendeutscher Schriftsteller                                                                                                | 66    |       |
| 17. Mai | Robert Dudley Baxter                               | englischer Nationalökonom |       |       |
| 17. Mai | John C. Breckinridge                               | US-amerikanischer Politiker, 14. Vizepräsident der Vereinigten Staaten, General und Kriegsminister der Konföderierten Staaten | 54    |       |
| 17. Mai | Gustav Müller                                      | deutscher Kaufmann und Politiker (DP), MdR                                                                                    | 52    |       |
| 18. Mai | Benedikt von Arx                                   | Schweizer Politiker, Notar und Richter                                                                                        | 57    |       |
| 20. Mai | Amalie von Oldenburg                               | Königin von Griechenland, Herzogin von Oldenburg                                                                              | 56    |       |
| 20. Mai | Jesse D. Bright                                    | US-amerikanischer Politiker                                                                                                   | 62    |       |
| 20. Mai | Carl Heinrich Theodor Knorr                        | deutscher Unternehmer, Gründer des Nahrungsmittelunternehmens Knorr                                                           | 75    |       |
| 20. Mai | Karl Schnaase                                      | deutscher Jurist und Kunsthistoriker                                                                                          | 76    |       |
| 21. Mai | Johann Adam Klein                                  | deutscher Maler und Kupferstecher des Biedermeiers                                                                            | 82    |       |
| 21. Mai | Jules Martin                                       | Schweizer Politiker | 51    |       |
| 22. Mai | Nuno José Severo de Mendoça Rolim de Moura Barreto | portugiesischer Politiker aus der Zeit der konstitutionellen Monarchie                                                        | 70    |       |
| 22. Mai | Karl Gustav Reuschle                               | deutscher Mathematiker | 62    |       |
| 22. Mai | Joseph Selleny                                     | österreichischer Maler | 51    |       |
| 23. Mai | Andreas Koller                                     | Hof- und Gerichtsadvokat und Bürgermeister von Klagenfurt                                                                     |       |       |
| 23. Mai | Wilhelm Mangold                                    | deutscher Geiger und Komponist                                                                                                | 78    |       |
| 23. Mai | George Vail                                        | US-amerikanischer Politiker                                                                                                   | 65    |       |
| 25. Mai | Garnett Duncan                                     | US-amerikanischer Politiker                                                                                                   | 75    |       |
| 25. Mai | William A. Gilbert                                 | US-amerikanischer Jurist und Politiker                                                                                        | 60    |       |
| 25. Mai | Ferdinande von Schmettau                           | Symbolfigur und Volksheldin während der Befreiungskriege gegen Napoleon                                                       | 77    |       |
| 26. Mai | Gustav von Amstetter                               | deutscher Jurist und Mitglied der Frankfurter Nationalversammlung                                                             | 75    |       |
| 27. Mai | Johann Murer                                       | Schweizer Politiker | 83    |       |
| 27. Mai | Karl Wilhelm Piderit                               | deutscher Klassischer Philologe und Gymnasiallehrer                                                                           | 60    |       |
| 28. Mai | Friedrich Wilhelm Klose                            | deutscher Maler | 70    |       |
| 29. Mai | John Deighton                                      | kanadischer Dampfschiffkapitän und Barbesitzer                                                                                | 44    |       |
| 29. Mai | Nikolaus Izsó                                      | ungarischer Bildhauer | 43    |       |
| 29. Mai | Rudolf Stein von Kaminski                          | preußischer Generalmajor | 57    |       |
| 29. Mai | Motiejus Valančius                                 | Bischof von Niederlitauen, Historiker und Schriftsteller                                                                      | 74    |       |
| 30. Mai | Tommaso Aloisio Juvara                             | italienischer Kupferstecher                                                                                                   | 66    |       |
| 30. Mai | Johann Heinrich Tanner                             | Schweizer Politiker und Unternehmer                                                                                           | 75    |       |
| 30. Mai | Barnabas Wood                                      | US-amerikanischer Zahnarzt und Erfinder                                                                                       | 56    |       |
| 31. Mai | Éliphas Lévi                                       | französischer Magier und okkultischer Schriftsteller                                                                          | 65    |       |
| 31. Mai | Anna Caroline Stelzner                             | deutsche Miniaturmalerin | 66    |       |
| 31. Mai | Józef Grzegorz Wojtarowicz                         | polnischer Geistlicher, Bischof von Tarnów                                                                                    | 84    |       |

## Juni
| Tag      | Name                           | Beruf, bekannt als                                                                                          | Alter | Beleg |
| -------- | ------------------------------ | --- | ----- | ----- |
| 1. Juni  | Bellamy Storer                 | US-amerikanischer Politiker (United States Whig Party)                                                      | 79    |       |
| 2. Juni  | Hirsch Aub                     | deutscher Rabbiner                                                                                          | 79    |       |
| 2. Juni  | Józef Kremer                   | polnischer Philosoph, Ästhetiker, Kunsthistoriker und Wegbereiter der Psychologie                           | 69    |       |
| 2. Juni  | Friedrich Leizmann             | Lehrer, politischer Journalist und lippischer Landtagsabgeordneter                                          | 68    |       |
| 3. Juni  | Georges Bizet                  | französischer Komponist                                                                                     | 36    |       |
| 3. Juni  | Friedrich Anton Gelshorn       | katholischer Priester und deutscher Politiker                                                               | 61    |       |
| 3. Juni  | Marsh Giddings                 | US-amerikanischer Politiker                                                                                 | 58    |       |
| 3. Juni  | Georg von Vincke               | deutscher Verwaltungsjurist und Rittergutsbesitzer in Westfalen, MdR                                        | 64    |       |
| 4. Juni  | Ilarion Makariopolski          | bulgarischer Kirchenfreiheitskämpfer                                                                        |       |       |
| 4. Juni  | Carl Jacobi                    | deutscher General und Kriegsminister des Königreichs Hannover                                               | 84    |       |
| 4. Juni  | Eduard Mörike                  | deutscher Lyriker, Erzähler und Übersetzer sowie Pfarrer                                                    | 70    |       |
| 4. Juni  | Charles de Rémusat             | französischer Politiker und Philosoph                                                                       | 78    |       |
| 5. Juni  | Georg Heinrich Kaemmerer       | deutscher Kaufmann, Bankier und Politiker, MdHB                                                             | 51    |       |
| 7. Juni  | Henry W. Barry                 | US-amerikanischer Politiker                                                                                 | 35    |       |
| 7. Juni  | Augustus Washington            | afro-amerikanischer Daguerreotypist                                                                         |       |       |
| 8. Juni  | Otto von Görschen              | preußischer Offizier                                                                                        | 51    |       |
| 9. Juni  | Isaak Auerbach                 | deutscher Architekt, Land- und Wasserbaumeister und Baumeister                                              | 48    |       |
| 9. Juni  | Stephen Baker                  | US-amerikanischer Politiker                                                                                 | 55    |       |
| 9. Juni  | Gérard Paul Deshayes           | französischer Paläontologe und Konchologe                                                                   | 80    |       |
| 9. Juni  | Georg Kauzer                   | deutscher Pfarrer und Politiker                                                                             | 67    |       |
| 9. Juni  | Karol Libelt                   | polnischer Philosoph, Publizist, Revolutionär und Politiker                                                 | 68    |       |
| 9. Juni  | Paulina Wilkońska              | polnische Schriftstellerin                                                                                  |       |       |
| 11. Juni | Joseph Winlock                 | US-amerikanischer Astronom und Mathematiker                                                                 | 49    |       |
| 12. Juni | Paul Eichholtz                 | deutscher Gymnasiallehrer und Altphilologe                                                                  | 31    |       |
| 12. Juni | Tappan Wentworth               | US-amerikanischer Politiker                                                                                 | 73    |       |
| 13. Juni | Eilert Sundt                   | norwegischer Soziologe und Theologe                                                                         | 57    |       |
| 14. Juni | Heinrich Louis d’Arrest        | deutsch-dänischer Astronom                                                                                  | 52    |       |
| 15. Juni | John Wade Thirlwall            | englischer Dirigent und Komponist                                                                           | 66    |       |
| 15. Juni | Charles Wentworth Upham        | US-amerikanischer Politiker                                                                                 | 73    |       |
| 17. Juni | Christian Julin-Fabricius      | deutsch-dänischer Dichter, Pädagoge, Übersetzer und Jugendbuchautor                                         | 73    |       |
| 17. Juni | Moritz Tigler                  | deutscher Unternehmer und bedeutender Industrieller des westlichen Ruhrgebiets                              | 61    |       |
| 18. Juni | Wilhelm Paul Corssen           | deutscher Sprach- und Altertumsforscher                                                                     | 55    |       |
| 18. Juni | Franz Ferdinand Eiffe          | deutscher Politiker, MdHB, Senator und Kaufmann                                                             | 49    |       |
| 18. Juni | Friedrich Leopold              | deutscher lutherischer Theologe, Konsistorialrat und Generalsuperintendent der Generaldiözese Hoya-Diepholz | 79    |       |
| 18. Juni | Gottlieb Weidig                | Landtagsabgeordneter Großherzogtum Hessen                                                                   | 82    |       |
| 20. Juni | Wilhelm Bauer                  | deutscher Schiffbauer, Erbauer der ersten modernen U-Boote                                                  | 52    |       |
| 20. Juni | Louis Bonjour                  | Schweizer Politiker (FDP)                                                                                   | 52    |       |
| 20. Juni | Peter Karlowitsch von Uslar    | russischer Ingenieur, Sprachforscher und Offizier                                                           | 58    |       |
| 21. Juni | Jean Nicolas Demarquay         | französischer Chirurg                                                                                       | 60    |       |
| 21. Juni | Friedrich Wilhelm Schnuse      | braunschweigischer Staatsanwalt und Politiker                                                               | 63    |       |
| 22. Juni | William Edmond Logan           | kanadischer Geologe                                                                                         | 77    |       |
| 24. Juni | Franz Hermann von Hermannsthal | österreichischer Dichter und Beamter                                                                        | 75    |       |
| 25. Juni | Heinrich Wilhelm Breidenfeld   | deutscher Orgelbauer                                                                                        |       |       |
| 25. Juni | Henry M. Hyams                 | US-amerikanischer Politiker                                                                                 | 69    |       |
| 25. Juni | Obadiah B. McFadden            | US-amerikanischer Jurist und Politiker                                                                      | 60    |       |
| 25. Juni | James Whitfield                | US-amerikanischer Politiker                                                                                 | 83    |       |
| 26. Juni | Henri Labrouste                | französischer Architekt                                                                                     | 74    |       |
| 26. Juni | Josephine Zehnder-Stadlin      | Schweizer Pädagogin                                                                                         | 69    |       |
| 27. Juni | Antoine-Louis Barye            | französischer Bildhauer                                                                                     | 79    |       |
| 28. Juni | Joseph Misson                  | österreichischer Mundartdichter                                                                             | 72    |       |
| 28. Juni | Georg Rudolph von Welck        | sächsischer Amtshauptmann und Politiker, MdL (Königreich Sachsen)                                           |       |       |
| 29. Juni | Henry Doubleday                | englischer Entomologe, Ornithologe und Lepidopterologe                                                      | 66    |       |
| 29. Juni | Ferdinand I.                   | Kaiser von Österreich                                                                                       | 82    |       |
| 30. Juni | Matthias Deckers               | deutscher katholischer Pfarrer, Dechant, Schul- und Hospitalgründer                                         | 72    |       |

## Juli
| Tag      | Name                           | Beruf, bekannt als                                                                                      | Alter | Beleg |
| -------- | ------------------------------ | --- | ----- | ----- |
| 2. Juli  | Edward A. Warren               | US-amerikanischer Politiker                                                                             | 57    |       |
| 3. Juli  | Thomas Birch Florence          | US-amerikanischer Politiker                                                                             | 63    |       |
| 4. Juli  | Karl Friedrich Abramowski      | preußischer Landrat                                                                                     | 81    |       |
| 5. Juli  | Otto zu Dohna-Reichertswalde   | preußischer Gutsbesitzer und Politiker                                                                  | 73    |       |
| 6. Juli  | Karol Boromeusz Hoffmann       | polnischer Jurist und Schriftsteller                                                                    |       |       |
| 7. Juli  | John Elliot Cairnes            | irischer Nationalökonom                                                                                 | 51    |       |
| 9. Juli  | Francis Preston Blair junior   | US-amerikanischer Politiker und Generalmajor der Unionsarmee im Sezessionskrieg                         | 54    |       |
| 9. Juli  | Christian Ruben                | deutscher Maler und Glasmaler                                                                           | 69    |       |
| 10. Juli | Henry Lewis Benning            | amerikanischer Jurist und General der Konföderierten                                                    | 61    |       |
| 10. Juli | Adolf von Blome                | schleswig-holsteinischer Gutsbesitzer, Jurist und Politiker                                             | 77    |       |
| 10. Juli | Martin Harris                  | Mitglied der Kirche Jesu Christi der Heiligen der Letzten Tage, Finanzier des Buches Mormon             | 92    |       |
| 10. Juli | Joseph Kahn                    | Oberrabbiner von Trier                                                                                  | 65    |       |
| 11. Juli | Ernst Blasius                  | deutscher Chirurg                                                                                       | 72    |       |
| 11. Juli | Andrew W. Doig                 | US-amerikanischer Jurist und Politiker                                                                  | 75    |       |
| 11. Juli | Justus Friedrich Güntz         | Rechtsanwalt, Redakteur und Besitzer des „Dresdner Anzeigers“                                           | 73    |       |
| 11. Juli | Daniel Heinemann               | deutscher Textilunternehmer und Kommunalpolitiker, Mäzen und Vorsteher der jüdischen Gemeinde Hannovers |       |       |
| 11. Juli | Moritz Martini                 | deutscher Anstaltssychiater                                                                             | 80    |       |
| 13. Juli | Simon Joel Arnheim             | deutscher Unternehmer                                                                                   | 73    |       |
| 13. Juli | Jean-Adolphe Beaucé            | französischer Maler und Grafiker                                                                        | 56    |       |
| 14. Juli | Georg Friedrich Belly          | deutscher Schriftsteller und Komödiendichter                                                            | 39    |       |
| 14. Juli | Guillaume-Henri Dufour         | Schweizer Humanist, General, Politiker und Mitbegründer des Internationalen Komitees vom Roten Kreuz    | 87    |       |
| 14. Juli | Ernst Reiter                   | badischer, später Schweizer Violinist, Dirigent und Komponist                                           | 61    |       |
| 15. Juli | Ignaz Karl Figuly von Szep     | österreichischer Politiker, Landtagsabgeordneter und Reichsratsabgeordneter                             | 67    |       |
| 15. Juli | Felix Heusser                  | Schweizer Landarzt und Chirurg                                                                          | 58    |       |
| 17. Juli | Leopold Copeland Parker Cowper | US-amerikanischer Politiker und Jurist                                                                  | 64    |       |
| 18. Juli | Jane Griffin                   | britische Abenteurerin des viktorianischen Zeitalters                                                   | 83    |       |
| 18. Juli | Friedrich Lange                | deutscher Historienmaler                                                                                | 40    |       |
| 18. Juli | Johann Gabriel Seidl           | österreichischer Archäologe, Lyriker, Erzähler und Dramatiker                                           | 71    |       |
| 19. Juli | Adolphe Dechamps               | belgischer Staatsmann                                                                                   | 68    |       |
| 19. Juli | Theodor Scheerer               | deutscher Chemiker, Geologe und Mineraloge                                                              | 61    |       |
| 21. Juli | George Templeton Strong        | amerikanischer Rechtsanwalt und Autor                                                                   | 55    |       |
| 22. Juli | Jakob von Kaufmann-Asser       | deutscher Bankier, Gutsbesitzer und Generalkonsul                                                       | 56    |       |
| 23. Juli | Francis Bond Head              | britischer Schriftsteller und Politiker                                                                 | 82    |       |
| 23. Juli | Isaac Merritt Singer           | US-amerikanischer Unternehmer und Erfinder                                                              | 63    |       |
| 25. Juli | Bólu-Hjálmar                   | isländischer Lyriker                                                                                    | 78    |       |
| 25. Juli | Joseph-Maurice Exelmans        | französischer Admiral                                                                                   | 59    |       |
| 25. Juli | James Landy                    | US-amerikanischer Politiker                                                                             | 61    |       |
| 25. Juli | Johann Peter Romang            | Schweizer evangelischer Geistlicher, Theologe und Hochschullehrer                                       | 72    |       |
| 27. Juli | Joseph Fay                     | deutscher Maler                                                                                         | 62    |       |
| 27. Juli | Aleksander Saebelmann-Kunileid | estnischer Komponist                                                                                    | 29    |       |
| 27. Juli | Connop Thirlwall               | britischer Geistlicher und Historiker                                                                   | 78    |       |
| 28. Juli | James T. Elliott               | US-amerikanischer Politiker                                                                             | 52    |       |
| 28. Juli | Adolf von Königsmarck          | preußischer Major und Landtagsabgeordneter                                                              | 72    |       |
| 28. Juli | Bertha von Redern              | deutsche Malerin                                                                                        | 64    |       |
| 28. Juli | Johann Baptist von Schweitzer  | Präsident des Allgemeinen Deutschen Arbeitervereins (ADAV) und Mitglied des Reichstages (1867–1871)     | 42    |       |
| 29. Juli | Heinrich Merz                  | Schweizer Kupfer- und Stahlstecher sowie Zeichner                                                       | 69    |       |
| 29. Juli | Paschal Beverly Randolph       | amerikanischer Arzt, Okkultist und Autor                                                                | 49    |       |
| 29. Juli | Moritz Ignaz Weber             | deutscher Anatom und Hochschullehrer                                                                    | 80    |       |
| 30. Juli | Jacob Mayer                    | Fabrikant                                                                                               | 62    |       |
| 30. Juli | George Edward Pickett          | Generalmajor in der Armee der Konföderierten Staaten von Amerika                                        | 50    |       |
| 31. Juli | Andrew Johnson                 | 17. Präsident der USA (1865–1869)                                                                       | 66    |       |
| 31. Juli | Friedrich Nebelthau            | deutscher Jurist, Beamter und Politiker                                                                 | 69    |       |
| Juli     | Emilie Pohlmann                | deutsche Opernsängerin                                                                                  |       |       |

## August
| Tag        | Name                                      | Beruf, bekannt als                                                                                    | Alter | Beleg |
| ---------- | ----------------------------------------- | --- | ----- | ----- |
| 1. August  | Asher Tyler                               | US-amerikanischer Politiker                                                                           | 77    |       |
| 2. August  | Johannes Dalmann                          | deutscher Wasserbaumeister für den Hamburger Hafen                                                    | 52    |       |
| 3. August  | Heinrich Dreber                           | deutscher Maler                                                                                       | 53    |       |
| 3. August  | Agenor Gołuchowski der Ältere             | österreichischer Staatsmann                                                                           | 63    |       |
| 3. August  | Konrad Max Kunz                           | deutscher Komponist der Bayernhymne                                                                   | 63    |       |
| 3. August  | Jesse O. Norton                           | US-amerikanischer Politiker                                                                           | 62    |       |
| 3. August  | John I. Vanmeter                          | US-amerikanischer Politiker                                                                           | 77    |       |
| 4. August  | Hans Christian Andersen                   | dänischer Dichter und Schriftsteller                                                                  | 70    |       |
| 4. August  | Johannes Boßmann                          | deutscher römisch-katholischer Priester und Weihbischof in Münster                                    | 77    |       |
| 4. August  | Wilhelm Großcurth                         | deutscher Politiker                                                                                   | 67    |       |
| 5. August  | David Fries                               | Schweizer evangelischer Geistlicher und Politiker                                                     | 56    |       |
| 6. August  | Gabriel García Moreno                     | ecuadorianischer Rechtsanwalt und Politiker, zweimaliger Staatspräsident                              | 53    |       |
| 6. August  | Gustav Nauenburg                          | deutscher Theologe, Sänger, Schriftsteller, Musikpädagoge, Musikkritiker und Enzyklopädist            | 72    |       |
| 7. August  | Andreas von Gunesch                       | evangelisch-lutherischer Superintendent von Wien                                                      | 76    |       |
| 7. August  | Franz Leibing                             | deutscher Philologe, Schriftsteller und Publizist                                                     | 38    |       |
| 9. August  | Adalbert Heinrich Friedrich von Baudissin | deutscher Verwaltungsjurist, zeitweilig Landdrost der Herrschaft Pinnerberg, und Gutsherr auf Borstel | 54    |       |
| 10. August | Karl Andree                               | deutscher Geograph und Publizist                                                                      | 66    |       |
| 10. August | Johann Wilhelm Kampf                      | deutscher Textilfabrikant und Kommunalpolitiker                                                       |       |       |
| 11. August | Bedřich Bloudek                           | tschechischer Offizier                                                                                | 60    |       |
| 11. August | Karl Wilhelm Gebert                       | deutscher Politiker (BKV), MdR, MdL (Königreich Sachsen)                                              | 64    |       |
| 11. August | William Alexander Graham                  | US-amerikanischer Politiker                                                                           | 70    |       |
| 11. August | Thomas Hair                               | englischer Maler                                                                                      |       |       |
| 11. August | Alois de Latour                           | Schweizer Politiker und Richter                                                                       | 70    |       |
| 12. August | Horace Binney                             | US-amerikanischer Politiker                                                                           | 95    |       |
| 12. August | Leopold von Hoverbeck                     | deutscher Gutsbesitzer und Politiker (DFP), MdR                                                       | 53    |       |
| 12. August | Eduard von Könneritz                      | deutscher Beamter                                                                                     | 73    |       |
| 12. August | Heinrich Adolf von Zastrow                | preußischer Offizier, zuletzt General der Infanterie                                                  | 74    |       |
| 13. August | Leonhard Diefenbach                       | deutscher Maler und Pädagoge                                                                          | 60    |       |
| 13. August | Johannes Knapp                            | deutscher Politiker (DFP), MdR                                                                        | 68    |       |
| 13. August | Ferdinand Wurzer                          | deutscher Arzt, Gutsbesitzer und Politiker                                                            | 66    |       |
| 14. August | Niklas Müller                             | deutscher Dichter und Verleger, badischer Abgeordneter (1848)                                         | 65    |       |
| 14. August | Friedrich Georg Schrader                  | deutscher Verwaltungsjurist und Amtsrichter                                                           | 77    |       |
| 15. August | Robert Stephen Hawker                     | englischer Pfarrer, Autor, Dichter, Komponist, Antiquitar                                             | 71    |       |
| 15. August | Wilhelm Seel                              | deutscher Bergingenieur und Bergbau-Manager                                                           | 59    |       |
| 15. August | Louise zu Stolberg                        | deutsche Lyrikerin                                                                                    | 76    |       |
| 15. August | Ange Paulin Terver                        | französischer Malakologe                                                                              | 85    |       |
| 16. August | Karl von Bayern                           | Generalfeldmarschall und Reichsrat der Krone Bayerns                                                  | 80    |       |
| 16. August | Charles Grandison Finney                  | amerikanischer Erweckungsprediger                                                                     | 82    |       |
| 17. August | Wilhelm Bleek                             | deutscher Sprachwissenschaftler                                                                       | 48    |       |
| 17. August | Ludwig Stechan                            | deutscher Tischlermeister, Herausgeber und Pionier der Arbeiterbewegung                               | 59    |       |
| 17. August | John B. Weller                            | amerikanischer Politiker                                                                              | 63    |       |
| 19. August | Hermann Ebel                              | deutscher Keltologe                                                                                   | 55    |       |
| 21. August | Hermann von Leonhardi                     | deutscher Philosoph und Botaniker                                                                     | 66    |       |
| 22. August | Jakob Imobersteg                          | Schweizer Politiker und Richter                                                                       | 62    |       |
| 22. August | Ernst Eduard Seiler                       | deutscher Philologe                                                                                   | 65    |       |
| 22. August | Augustin Steininger                       | österreichischer Zisterzienserabt                                                                     | 81    |       |
| 22. August | William Tröger                            | deutscher Berggeschworener, Markscheider und Unternehmer                                              | 69    |       |
| 23. August | Martin Grover                             | US-amerikanischer Politiker                                                                           | 63    |       |
| 23. August | Richard van Rees                          | niederländischer Mathematiker und Physiker                                                            | 78    |       |
| 24. August | Ernst Rau                                 | deutscher Bildhauer                                                                                   | 35    |       |
| 25. August | Ernst von Blumenstein                     | Kammerherr, landgräflicher Oberforstmeister, Besitzer der Herrschaft Falkenberg                       | 79    |       |
| 25. August | Charles Auguste Frossard                  | französischer General                                                                                 | 67    |       |
| 25. August | William Murray                            | US-amerikanischer Politiker                                                                           | 71    |       |
| 25. August | Karl von Schmidt (General, 1817)          | preußischer Generalmajor                                                                              | 58    |       |
| 26. August | Anton Johann Gross-Hoffinger              | österreichischer Geograf, Lexikograf, Schriftsteller, Verleger                                        | 67    |       |
| 27. August | Antonio Caccia der Ältere                 | Schweizer Schriftsteller italienischer Sprache                                                        | 69    |       |
| 27. August | William Chapman Ralston                   | US-amerikanischer Geschäftsmann und Financier                                                         | 49    |       |
| 27. August | Wilhelm von Sobeck                        | deutscher Gutsbesitzer und Politiker                                                                  | 76    |       |
| 29. August | Stephan Gutzwiller                        | Schweizer Anwalt, Politiker und Hauptführer der Baselbieter Revolution                                | 72    |       |
| 29. August | Gustave Oliver Lannes de Montebello       | französischer General                                                                                 | 70    |       |
| 29. August | Baptist von Stephan                       | bayerischer General der Infanterie                                                                    | 66    |       |
| 30. August | Karl von Willich gen. von Pöllnitz        | Landtagsabgeordneter Großherzogtum Hessen                                                             | 73    |       |
| 31. August | Oscar Peschel                             | deutscher Geograph, Schriftsteller und Redakteur                                                      | 49    |       |

## September
| Tag           | Name                                    | Beruf, bekannt als                                                                                        | Alter | Beleg |
| ------------- | --------------------------------------- | --- | ----- | ----- |
| 2. September  | Ureli Corelli Hill                      | US-amerikanischer Geiger und Dirigent                                                                     | ≈73   |       |
| 3. September  | Gottlob Friedrich Kinzelbach            | württembergischer Oberamtmann                                                                             | 74    |       |
| 3. September  | Isidore Pils                            | französischer Maler und Aquarellist                                                                       | 62    |       |
| 5. September  | Franz Xaver Renn                        | österreichischer Bildhauer                                                                                | 90    |       |
| 6. September  | John W. Brown                           | US-amerikanischer Jurist und Politiker                                                                    | 78    |       |
| 8. September  | Benedetto De Lisi                       | italienischer Bildhauer                                                                                   | 44    |       |
| 8. September  | Caleb Lyon                              | US-amerikanischer Politiker                                                                               | 52    |       |
| 9. September  | Charles Elliot                          | britischer Navy-Offizier, Diplomat und Kolonialbeamter                                                    |       |       |
| 9. September  | Johann Christian Jüngken                | deutscher Ophthalmologe/Chirurg und Hochschullehrer                                                       | 82    |       |
| 9. September  | Friedrich August Lehlbach               | badischer evangelischer Pfarrer und Politiker                                                             | 70    |       |
| 9. September  | Ferdinand Schneider                     | österreichischer Politiker, Landtagsabgeordneter                                                          | 63    |       |
| 10. September | Moritz Geiß                             | deutscher Eisen- und Zinkgießer, Begründer der Zinkgussindustrie                                          | 70    |       |
| 10. September | John C. Vaughn                          | US-amerikanischer Politiker                                                                               | 51    |       |
| 11. September | Henry Taylor Blow                       | US-amerikanischer Diplomat und Politiker                                                                  | 58    |       |
| 11. September | Fjodor Antonowitsch Bruni               | russisch-italienischer Maler, Grafiker und Zeichner                                                       | 76    |       |
| 11. September | Heinrich Rückert                        | deutscher Geschichtsschreiber und Germanist                                                               | 52    |       |
| 12. September | Charles Marie Wladimir Brunet de Presle | französischer Altphilologe und Neogräzist                                                                 | 66    |       |
| 12. September | Carl Heinrich Willink                   | Hamburger Kaufmann, MdHB                                                                                  | 67    |       |
| 12. September | Chauncey Wright                         | US-amerikanischer Mathematiker und Philosoph                                                              | 45    |       |
| 13. September | Ferdinand Robert-Tornow                 | deutscher Jurist, Politiker und Kunstsammler                                                              | 62    |       |
| 13. September | Rudolf von Willemoes-Suhm               | deutscher Zoologe                                                                                         | 28    |       |
| 15. September | Guillaume-Benjamin Duchenne             | französischer Physiologe                                                                                  | 68    |       |
| 15. September | Louise Farrenc                          | französische Komponistin, Pianistin und Musikwissenschaftlerin                                            | 71    |       |
| 15. September | Theodor Gangauf                         | deutscher Theologe und Philosoph                                                                          | 65    |       |
| 15. September | Gustav Stein von Kamienski              | preußischer Generalmajor                                                                                  | 83    |       |
| 16. September | Julius von Hardegg                      | württembergischer Generalleutnant und Militärschriftsteller                                               | 65    |       |
| 16. September | Gouverneur Kemble                       | US-amerikanischer Politiker                                                                               | 89    |       |
| 17. September | Samuel M. Moore                         | US-amerikanischer Politiker                                                                               | 79    |       |
| 18. September | Oleksandr Afanassjew-Tschuschbynskyj    | ukrainischer Historiker, Sprachwissenschaftler, Schriftsteller und Ethnologe                              | 59    |       |
| 18. September | Ludwig von Burgsdorff                   | deutscher Politiker                                                                                       | 63    |       |
| 19. September | Justus Alexander Saxer                  | deutscher lutherischer Theologe, Generalsuperintendent                                                    | 73    |       |
| 20. September | Gustav Pfleger-Moravský                 | tschechischer Dichter, Dramaturg, Übersetzer und Romanautor                                               | 42    |       |
| 21. September | Adalbert von Bayern                     | Prinz von Bayern und Erbprinz von Griechenland                                                            | 47    |       |
| 21. September | Albin Belina-Wesierski                  | polnischer Gutsbesitzer und Mitglied des Herrenhaus                                                       | 63    |       |
| 21. September | Philipp Hoffmann von Wendheim           | k.k. Generalmajor                                                                                         | 77    |       |
| 22. September | Johann Rudolf Weber                     | Schweizer Musikpädagoge und Komponist                                                                     | 55    |       |
| 23. September | Ernst Krackowizer                       | österreichisch-amerikanischer Mediziner, Chirurg und Revolutionär                                         | 53    |       |
| 23. September | Ulrike von Pogwisch                     | deutsche Priorin                                                                                          | 76    |       |
| 24. September | Paul Albrecht Ferdinand Gmelin          | deutscher Apotheker, Dopent und Unternehmer                                                               | 53    |       |
| 24. September | Israel T. Hatch                         | US-amerikanischer Politiker                                                                               | 67    |       |
| 24. September | John Hazard Reynolds                    | US-amerikanischer Jurist und Politiker                                                                    | 56    |       |
| 25. September | Tony Franck                             | deutsche Pianistin                                                                                        | 48    |       |
| 25. September | Erich Koschny                           | deutscher Verleger                                                                                        | 29    |       |
| 25. September | Ludwig Lohde                            | deutscher Architekt und Bauforscher                                                                       | 69    |       |
| 26. September | Franz Hochegger                         | österreichischer Pädagoge                                                                                 | 59    |       |
| 26. September | Victor de Tornaco                       | luxemburgischer Politiker                                                                                 | 70    |       |
| 27. September | Mary Fauche                             | britische Sängerin und Komponistin                                                                        | 74    |       |
| 27. September | Thomas Marsh Forman                     | amerikanischer Politiker                                                                                  | 66    |       |
| 27. September | Johann Baptist Klerr                    | österreichischer Komponist und Kapellmeister                                                              | 45    |       |
| 28. September | Atanasio Cruz Aguirre                   | uruguayischer Politiker, Interimspräsident Uruguays (1864–1865)                                           | 74    |       |
| 28. September | Thomas Ender                            | österreichischer Landschaftsmaler                                                                         | 81    |       |
| 28. September | Johann Jakob à Wengen                   | Schweizer Architekt des Historismus                                                                       | 60    |       |
| 29. September | Jeanette Bürde                          | österreichische Pianistin, Sängerin und Komponistin                                                       | 75    |       |
| 29. September | Wilhelm Heerwagen                       | deutscher Orgelbauer                                                                                      | 48    |       |
| 29. September | Peter Willers Jessen                    | deutscher Psychiater                                                                                      | 82    |       |
| 29. September | Augustin Reslhuber                      | österreichischer Ordensgeistlicher, Benediktiner-Abt, Wissenschaftler und Politiker, Landtagsabgeordneter | 67    |       |
| 29. September | Jean-Baptiste Singelée                  | belgischer Komponist, Violinist und Dirigent                                                              | 63    |       |
| 29. September | Gustav von Struensee                    | deutscher Schriftsteller                                                                                  | 71    |       |
| 29. September | John Wade                               | englischer politischer Journalist, Ökonom und Historiker                                                  |       |       |

## Oktober
| Tag         | Name                             | Beruf, bekannt als                                                                       | Alter | Beleg |
| ----------- | -------------------------------- | ---------------------------------------------------------------------------------------- | ----- | ----- |
| 2. Oktober  | Petrache Poenaru                 | Erfinder                                                                                 | 76    |       |
| 3. Oktober  | Alphons Mayr von Baldegg         | Schweizer Militär in französischen Diensten                                              | 86    |       |
| 3. Oktober  | Johann Heinrich Jacob Müller     | deutscher Mathematiker und Physiker                                                      | 66    |       |
| 4. Oktober  | Léon Ehrhart                     | französischer Komponist                                                                  | 21    |       |
| 4. Oktober  | Karl Folwarczny                  | österreichischer Arzt                                                                    |       |       |
| 5. Oktober  | Camille de Werra                 | Schweizer Politiker                                                                      | 61    |       |
| 7. Oktober  | Caroline Botgorschek             | österreichische Opernsängerin (Alt)                                                      | 60    |       |
| 7. Oktober  | Maria Salesia Chappuis           | schweizerische Nonne                                                                     | 82    |       |
| 8. Oktober  | Heinrich Hlasiwetz               | österreichischer Chemiker                                                                | 50    |       |
| 8. Oktober  | Ignazio Porro                    | italienischer Ingenieur                                                                  | 73    |       |
| 8. Oktober  | Thomas Jefferson Randolph        | US-amerikanischer Politiker, Pflanzer und Offizier                                       | 83    |       |
| 9. Oktober  | Maier Kohn                       | deutscher Musikologe und Lehrer                                                          | 73    |       |
| 9. Oktober  | Friedrich von Oeynhausen         | hannoverscher Offizier, sowie mecklenburgischer Gutsbesitzer und Politiker               | 73    |       |
| 10. Oktober | Eduard Rogg                      | Schweizer Grossrat, Oberrichter und Wohltäter                                            | 68    |       |
| 10. Oktober | Alexei Konstantinowitsch Tolstoi | russischer Schriftsteller, Dramatiker und Dichter                                        | 58    |       |
| 12. Oktober | Jean-Baptiste Carpeaux           | französischer Bildhauer                                                                  | 48    |       |
| 12. Oktober | August Dehne                     | österreichischer Konditor                                                                | 79    |       |
| 12. Oktober | Adolf von Goppelt                | württembergischer Politiker und Finanzminister, MdR                                      | 75    |       |
| 12. Oktober | Anton Ölzelt                     | österreichischer Baumeister                                                              | 58    |       |
| 13. Oktober | Leopold Löw                      | ungarischer Rabbiner                                                                     | 64    |       |
| 13. Oktober | Friedrich Mahla                  | deutscher Rechtsanwalt und Bürgermeister                                                 | 77    |       |
| 14. Oktober | Karl Enslin                      | deutscher Schullehrer und Dichter                                                        | 56    |       |
| 14. Oktober | Albert Jacquemart                | französischer Kunsthistoriker und -sammler                                               |       |       |
| 14. Oktober | Johann Friedrich Carl Rath       | Musiker, Kapellmeister und Komponist                                                     | 79    |       |
| 14. Oktober | Georg Schackert                  | bayrischer Jurist                                                                        |       |       |
| 14. Oktober | Gustav Adolf Wislicenus          | deutscher evangelischer Theologe                                                         | 71    |       |
| 14. Oktober | Antoon Van Ysendyck              | belgischer Genre-, Porträt- und Historienmaler                                           | 74    |       |
| 15. Oktober | Theodor Hosemann                 | deutscher Kunstmaler, Zeichner, Illustrator und Karikaturist                             | 68    |       |
| 15. Oktober | Lorenz Friedrich Mechlenburg     | dänischer evangelisch-lutherischer Pastor und nordfriesischer Dichter und Sprachforscher | 76    |       |
| 16. Oktober | Karl Heinrich Sack               | evangelischer deutscher Theologe                                                         | 85    |       |
| 17. Oktober | Carl Jacobi                      | deutscher Verwaltungsjurist                                                              | 76    |       |
| 17. Oktober | Salvatore Nobili Vitelleschi     | italienischer Geistlicher, Bischof und Kardinal der Römischen Kirche                     | 57    |       |
| 19. Oktober | Thomas Greinwald                 | österreichischer Bildhauer                                                               | 54    |       |
| 19. Oktober | Charles Wheatstone               | britischer Physiker                                                                      | 73    |       |
| 20. Oktober | William Hebard                   | US-amerikanischer Jurist und Politiker                                                   | 74    |       |
| 21. Oktober | Hermann Friedrich Wendt          | deutscher Mediziner und Hochschullehrer                                                  | 37    |       |
| 22. Oktober | Charles Memorial Hamilton        | US-amerikanischer Politiker                                                              | 34    |       |
| 22. Oktober | Franz Ritter                     | deutscher klassischer Philologe                                                          | 72    |       |
| 23. Oktober | Joseph R. Cockerill              | US-amerikanischer Politiker                                                              | 57    |       |
| 23. Oktober | Samuel McClary Fite              | US-amerikanischer Politiker                                                              | 59    |       |
| 23. Oktober | Giacomo Filippo Gentile          | italienischer Geistlicher und Bischof von Novara                                         | 66    |       |
| 23. Oktober | Antonie Mansfeld                 | österreichische Volkssängerin                                                            | 40    |       |
| 24. Oktober | Ludwig Kolb                      | deutscher Justizrat in Rottenburg am Neckar und ein Vedutenzeichner                      | 69    |       |
| 25. Oktober | Jacques Paul Migne               | französischer Priester, Schöpfer der Patrologia Latina                                   | 75    |       |
| 27. Oktober | Friedrich von Eichmann           | Gutsbesitzer, kaiserlich deutscher Gesandter und Politiker                               | 49    |       |
| 29. Oktober | Kaspar von Buchwaldt             | holsteinischer Rittergutsbesitzer und dänischer Verwaltungs- und Hofbeamter              | 78    |       |
| 29. Oktober | Johann Gottfried Dingler         | deutscher Jurist und Mitglied des Bayerischen Landtags                                   | 71    |       |
| 29. Oktober | Amasa Walker                     | US-amerikanischer Politiker                                                              | 76    |       |
| 29. Oktober | John Gardner Wilkinson           | britischer Ägyptologe                                                                    | 78    |       |
| 30. Oktober | Wilhelm Einschütz                | Bürgermeister und Abgeordneter                                                           | 59    |       |
| 30. Oktober | Heinrich Vaupel                  | deutscher Bürgermeister, Mitglied der kurhessischen Ständeversammlung                    | 70    |       |
| Oktober     | Frederic Deacon                  | belgischer Schachmeister englischer Herkunft                                             | 46    |       |

## November
| Tag          | Name                                      | Beruf, bekannt als                                                                 | Alter | Beleg |
| ------------ | ----------------------------------------- | ---------------------------------------------------------------------------------- | ----- | ----- |
| 1. November  | Jean-Baptiste-Irénée Callot               | französischer Geistlicher und römisch-katholischer Bischof von Oran                | 60    |       |
| 2. November  | Ede Horn                                  | ungarischer Nationalökonom und Politiker                                           | 50    |       |
| 3. November  | Moritz von Aberle                         | römisch-katholischer Theologe                                                      | 56    |       |
| 3. November  | Nicholas Davis junior                     | US-amerikanischer Politiker                                                        | 50    |       |
| 3. November  | Friedrich Genzken                         | deutscher Jurist, Mitglied der Frankfurter Nationalversammlung                     | 58    |       |
| 3. November  | Georg Friedrich Schlatter                 | evangelischer Pfarrer, Alterspräsident des badischen Revolutionsparlaments         | 75    |       |
| 4. November  | Thomas Jenckes                            | US-amerikanischer Politiker                                                        | 57    |       |
| 5. November  | Robert von Mohl                           | deutscher Staatswissenschaftler und Politiker (NLP), MdR                           | 76    |       |
| 6. November  | Richard von Below                         | Gutsbesitzer und Politiker                                                         | 42    |       |
| 6. November  | Marietta Brambilla                        | italienische Opernsängerin und Gesangspädagogin                                    | 68    |       |
| 6. November  | Wojciech Stattler                         | polnischer Maler und Kunstlehrer                                                   | 75    |       |
| 8. November  | Hermann Kunibert Neumann                  | deutscher Schriftsteller und Militär                                               | 66    |       |
| 9. November  | William Hovell                            | britischer Entdeckungsreisender in Australien, Kapitän                             | 89    |       |
| 9. November  | Eugen Käferstein                          | deutscher Rittergutsbesitzer und konservativer Politiker, MdL (Königreich Sachsen) | 40    |       |
| 10. November | Carl Fraas                                | deutscher Agrarwissenschaftler und Botaniker                                       | 65    |       |
| 11. November | Casimir Pfyffer                           | Schweizer Jurist, Politiker und Publizist                                          | 81    |       |
| 12. November | Bernhard Graf                             | Schweizer Politiker und Richter                                                    | 49    |       |
| 12. November | Francesco Maria Lanci                     | polnischer Architekt                                                               |       |       |
| 12. November | Alexander S. McDill                       | US-amerikanischer Politiker                                                        | 53    |       |
| 13. November | Guillaume-François de Martonne            | französischer Jurist, Bibliograph und Romanist                                     | 84    |       |
| 13. November | Carl zu Solms-Braunfels                   | österreichischer Feldmarschallleutnant                                             | 63    |       |
| 14. November | Johannes Janda                            | Bildhauer des Klassizismus                                                         | 48    |       |
| 14. November | Benoît Rouquayrol                         | französischer Bergbauingenieur und Erfinder                                        | 49    |       |
| 15. November | Jean-Baptiste Baudoin                     | französischer katholischer Priester und Missionar auf Island                       | 44    |       |
| 15. November | Jean-Claude Colin                         | Gründer der Maristen-Patres                                                        | 85    |       |
| 16. November | Werner Munzinger                          | Schweizer Afrikaforscher                                                           | 43    |       |
| 16. November | Johann Valentin von Reißmann              | deutscher Theologe, Bischof von Würzburg                                           | 68    |       |
| 17. November | Hilario Ascasubi                          | argentinischer Schriftsteller                                                      | 68    |       |
| 17. November | Charles Vignoles                          | britischer Eisenbahningenieur                                                      | 82    |       |
| 18. November | Heinrich Leonhard von Arnim-Heinrichsdorf | deutscher Rittergutsbesitzer und Politiker, MdR                                    | 74    |       |
| 18. November | Otto Grahl                                | deutscher Architekt                                                                | 35    |       |
| 19. November | Friedrich Gottlieb Bartling               | deutscher Botaniker                                                                | 76    |       |
| 19. November | Pietro De Silvestri                       | italienischer Kardinal der Römischen Kirche                                        | 72    |       |
| 19. November | Gustav Adolf Haggenmacher                 | Schweizer Afrikaforscher                                                           | 30    |       |
| 19. November | Carl Julius Milde                         | Zeichenlehrer am Katharineum zu Lübeck                                             | 72    |       |
| 20. November | Franz V.                                  | Herzog von Modena                                                                  | 56    |       |
| 21. November | Philipp Wilhelm Daubert                   | deutscher Konservenfabrikant                                                       | 76    |       |
| 21. November | Orris S. Ferry                            | US-amerikanischer Politiker (Republikanische Partei)                               | 52    |       |
| 21. November | Friedrich Albert Lange                    | deutscher kantianischer Philosoph, Gymnasiallehrer, Autor und Sozialist            | 47    |       |
| 22. November | Anton Jelačić von Bužim                   | österreichischer Feldmarschallleutnant                                             | 68    |       |
| 22. November | Ludwig von Wedemeyer                      | deutscher Jurist, Rittergutsbesitzer und Politiker                                 | 56    |       |
| 22. November | Henry Wilson                              | US-amerikanischer Politiker                                                        | 63    |       |
| 23. November | Richard Franchot                          | US-amerikanischer Politiker                                                        | 59    |       |
| 24. November | William Backhouse Astor                   | Sohn und Erbe von Johann Jakob Astor                                               | 83    |       |
| 24. November | Bernardus Gerardus ten Berge              | niederländischer Landschafts- und Tiermaler                                        | 50    |       |
| 24. November | Richard de Treville                       | US-amerikanischer Politiker                                                        | 73    |       |
| 24. November | Joseph Othmar von Rauscher                | Erzbischof von Wien                                                                | 78    |       |
| 25. November | Frans Breuhaus de Groot                   | niederländischer Marinemaler, Radierer und Lithograf                               | 79    |       |
| 25. November | Jakob Ladstätter                          | österreichischer Orgelbauer                                                        | 71    |       |
| 25. November | Isaac Welsh                               | US-amerikanischer Politiker                                                        | 64    |       |
| 26. November | Johann Geyer                              | deutscher Genre- und Historienmaler                                                | 68    |       |
| 27. November | Richard Christopher Carrington            | englischer Astronom                                                                | 49    |       |
| 27. November | Eugène Schneider                          | französischer Industrieller                                                        | 70    |       |
| 27. November | Peter Modest Waterloo                     | deutscher Bürgermeister                                                            | 78    |       |
| 29. November | Wilhelm Matthäus Pahl                     | deutscher Gymnasiallehrer und Altphilologe                                         | 80    |       |
| 29. November | Maksymilian Antoni Piotrowski             | polnischer Maler und Hochschullehrer                                               | 62    |       |
| 29. November | Peter Weckbecker                          | deutscher Jurist, Richter und Abgeordneter                                         | 68    |       |
| 30. November | Emil Kopp                                 | deutscher Chemiker                                                                 | 58    |       |
| 30. November | Eduard Müller                             | deutscher Philologe                                                                | 71    |       |
| 30. November | Dalmacio Vélez Sársfield                  | argentinischer Anwalt und Politiker                                                | 75    |       |

## Dezember
| Tag          | Name                                   | Beruf, bekannt als | Alter | Beleg |
| ------------ | -------------------------------------- | --- | ----- | ----- |
| 1. Dezember  | Virginie Déjazet                       | französische Schauspielerin | 77    |       |
| 1. Dezember  | Franz von Steinfeld                    | preußischer Generalmajor | 47    |       |
| 2. Dezember  | Ira Harris                             | US-amerikanischer Jurist und Politiker                                                                                         | 73    |       |
| 3. Dezember  | Georg Richard Bluhme                   | deutscher Politiker, MdR | 45    |       |
| 3. Dezember  | Damian Junghanns                       | Jurist; Teilnehmer an der badischen Revolution 1848/49                                                                         | 75    |       |
| 3. Dezember  | Ferdinand Adolph Lange                 | Uhrmacher und Unternehmer | 60    |       |
| 3. Dezember  | Aureliano Tavares Bastos               | brasilianischer Politiker, Schriftsteller und Journalist                                                                       | 36    |       |
| 4. Dezember  | Charles La Trobe                       | First-Lieutenant-Gouverneur von Victoria                                                                                       | 74    |       |
| 5. Dezember  | Eduard Arnold Martin                   | deutscher Gynäkologe und Geburtshelfer                                                                                         | 66    |       |
| 6. Dezember  | Henrika Faßbender                      | deutsche Franziskanerin, Heilige                                                                                               |       |       |
| 6. Dezember  | Gamaliel King                          | US-amerikanischer Architekt | 80    |       |
| 6. Dezember  | Karl Rodbertus                         | deutscher Ökonom, Begründer des Staatssozialismus                                                                              | 70    |       |
| 7. Dezember  | Alfred Dockery                         | US-amerikanischer Politiker | 77    |       |
| 8. Dezember  | Leopold III.                           | Fürst zur Lippe | 54    |       |
| 9. Dezember  | John Ross Browne                       | US-amerikanischer Künstler und Autor                                                                                           | 58    |       |
| 9. Dezember  | Heinrich Ferdinand Eckert              | deutscher Landmaschinenfabrikant                                                                                               | 56    |       |
| 9. Dezember  | Adolph Schroedter                      | deutscher Maler und Grafiker der so genannten Düsseldorfer Malerschule                                                         | 70    |       |
| 10. Dezember | Henry William Stisted                  | britischer Offizier, Vizegouverneur von Ontario                                                                                |       |       |
| 10. Dezember | Ferenc Toldy                           | ungarischer Literarhistoriker                                                                                                  | 70    |       |
| 12. Dezember | Paulus Kind der Jüngere                | Schweizer reformierter Pfarrer                                                                                                 | 92    |       |
| 13. Dezember | Georg Friedrich Daumer                 | deutscher Philosoph, Protestantismus-Kritiker und Lehrer von Kaspar Hauser                                                     | 75    |       |
| 14. Dezember | Bernhard Emminghaus                    | deutscher Justizrat | 76    |       |
| 14. Dezember | Marie-Anne Gaboury                     | erste Siedlerin europäischer Abstammung in Westkanada                                                                          | 95    |       |
| 14. Dezember | Friedrich Oppenhoff                    | deutscher Jurist und Politiker                                                                                                 | 63    |       |
| 16. Dezember | William King Thomas                    | kanadischer Attentäter | 48    |       |
| 17. Dezember | Adelheid von Stolterfoth               | deutsche Dichterin der Rheinromantik                                                                                           | 75    |       |
| 17. Dezember | Theodor von Zwehl                      | deutscher Politiker (Partei?), bayrischer Staatsminister des Inneren (1849–1864)                                               | 75    |       |
| 18. Dezember | Sebastián Ágreda                       | bolivianischer Präsident und General                                                                                           |       |       |
| 18. Dezember | Bende Bendsen                          | nordfriesischer Lehrer, Dichter und Sprachforscher                                                                             | 88    |       |
| 20. Dezember | Gottfried Meulenbergh                  | Friedensrichter, Reichstagsabgeordneter                                                                                        | 49    |       |
| 20. Dezember | Adolphe Pictet                         | Schweizer Sprachwissenschaftler                                                                                                | 76    |       |
| 21. Dezember | Alexis Jacob Azevedo                   | französischer Musikkritiker und Musikschriftsteller                                                                            | 62    |       |
| 21. Dezember | Johann Wurmbach                        | deutscher Bergingenieur | 79    |       |
| 22. Dezember | Jozef Gaganecz                         | griechisch-katholischer Bischof von Prešov                                                                                     | 82    |       |
| 22. Dezember | Zsigmond Kemény                        | ungarischer Schriftsteller, Publizist und Politiker                                                                            | 61    |       |
| 22. Dezember | Carl Rechlin                           | deutscher Schlachten- und Genremaler                                                                                           | 73    |       |
| 22. Dezember | Nikolai Alexejewitsch Titow            | russischer Komponist | 75    |       |
| 22. Dezember | Abel Carter Wilder                     | US-amerikanischer Politiker | 47    |       |
| 23. Dezember | Maximilian von Arco-Valley             | bayerischer Gutsbesitzer und Politiker                                                                                         | 69    |       |
| 23. Dezember | August Brande                          | deutscher Politiker (NLP), MdR                                                                                                 | 55    |       |
| 23. Dezember | Achille Jubinal                        | französischer Romanist, Mediävist und Politiker                                                                                | 65    |       |
| 23. Dezember | Josef Alois Knittel                    | deutscher Bildhauer | 61    |       |
| 23. Dezember | Arthur de La Guéronnière               | französischer Diplomat und Publizist                                                                                           | 59    |       |
| 23. Dezember | Egron Lundgren                         | schwedischer Maler und Schriftsteller                                                                                          | 60    |       |
| 23. Dezember | Charles des Moulins                    | französischer Botaniker und Malakologe                                                                                         | 77    |       |
| 23. Dezember | Jules-Henri Vernoy de Saint-Georges    | französischer Dramatiker | 76    |       |
| 23. Dezember | Felix Wakefield                        | Landvermesser, Oberstleutnant der britischen Armee und Kolonist in Südaustralien und Neuseeland                                | 68    |       |
| 24. Dezember | Aaron Harding                          | US-amerikanischer Politiker | 70    |       |
| 24. Dezember | Karl Reinhold von Lilienfeld           | schwedisch-baltischer Adelsmann, Landrat und Landmarschall in Livland                                                          | 85    |       |
| 24. Dezember | Josef von Mittrowsky                   | österreichischer Generalmajor                                                                                                  | 73    |       |
| 24. Dezember | Gustav von Salmuth                     | deutscher Verwaltungsjurist, Landrat in Preußen                                                                                | 43    |       |
| 24. Dezember | Philip Stanhope, 5. Earl Stanhope      | britischer Politiker, Mitglied des House of Commons und Historiker                                                             | 70    |       |
| 25. Dezember | Young Tom Morris                       | schottischer Golfspieler | 24    |       |
| 26. Dezember | Emilio Praga                           | italienischer Maler, Schriftsteller und Librettist                                                                             | 36    |       |
| 27. Dezember | William Alexander Richardson           | US-amerikanischer Politiker | 64    |       |
| 27. Dezember | Friedrich Strobel                      | deutscher Jurist und Politiker                                                                                                 | 53    |       |
| 28. Dezember | Addig Jaburg                           | deutscher Porträtmaler | 56    |       |
| 28. Dezember | Jürgen Münster                         | deutscher Kaufmann | 57    |       |
| 28. Dezember | Karl Joseph Franz Wolf von Wachtentreu | österreich-ungarischer Feldmarschallleutnant, kommandierender General des Temescher Banats und Festungskommandant von Temeswar | 85    |       |
| 29. Dezember | Rudolf Dietsch                         | deutscher Philologe, Historiker und Pädagoge                                                                                   | 61    |       |
| 29. Dezember | Franz von Pitha                        | böhmisch-österreichischer Chirurg                                                                                              | 65    |       |
| 30. Dezember | Francis Burton Craige                  | US-amerikanischer Politiker | 64    |       |
| 30. Dezember | Jakob Frey                             | Schweizer Schriftsteller | 51    |       |
| 31. Dezember | Carl Evers                             | deutscher Komponist, Musikalienhändler und Pianist                                                                             | 56    |       |
| Dezember     | Ernst Franz Salvator von Violand       | österreichischer Revolutionär                                                                                                  |       |       |

## Datum unbekannt
| Tag | Name                        | Beruf, bekannt als                                               | Alter | Beleg |
| --- | --------------------------- | ---------------------------------------------------------------- | ----- | ----- |
|     | William Acton               | britischer Sexualforscher                                        |       |       |
|     | Isa Agha                    | jesidisches Oberhaupt                                            |       |       |
|     | Philipp Ludwig Arzt         | deutscher Unternehmer                                            |       |       |
|     | Juan Bautista Alfonseca     | dominikanischer Komponist und Kapellmeister                      |       |       |
|     | Franz Binder                | siebenbürgisch-sächsischer Afrika-Forscher, Händler und Sammler  |       |       |
|     | Bruno Braquehais            | französischer Fotograf                                           |       |       |
|     | Josef von Chrismar          | deutscher Verwaltungsbeamter                                     |       |       |
|     | Mirza Kadim Erivani         | aserbaidschanischer Maler                                        |       |       |
|     | Joaquín Eufrasio Guzmán     | geschäftsführender Präsident in El Salvador                      |       |       |
|     | Paul Hadol                  | französischer Karikaturist                                       |       |       |
|     | Paul Havrez                 | belgischer Chemiker                                              |       |       |
|     | Karl Küttel                 | Jurist, Bürgermeister von Temeswar                               |       |       |
|     | André Leroy                 | französischer Pomologe                                           |       |       |
|     | Julie von May               | Schweizer Frauenrechtlerin                                       |       |       |
|     | Ernst von Meding            | hannoverscher Hofbeamter und Theaterintendant                    |       |       |
|     | Friedrich Wilhelm Möhring   | deutscher Jurist und Parlamentarier                              |       |       |
|     | Aristidis Moraitinis        | griechischer Politiker und Ministerpräsident                     |       |       |
|     | Samuel Muller               | deutsch-niederländischer Theologe                                |       |       |
|     | Fanny Parks                 | englische Reiseschriftstellerin                                  |       |       |
|     | Karol Ruprecht              | polnischer Aufständischer (Januaraufstand)                       |       |       |
|     | Victor Schily               | deutscher Rechtsanwalt                                           |       |       |
|     | Harry von Trampe            | deutscher Verwaltungsjurist und Politiker im Königreich Hannover |       |       |
|     | Josep Maria Ventura i Casas | katalanischer Musiker und Komponist                              |       |       |
|     | August Wilhelm Wedeking     | deutscher Porträtmaler und Fotograf                              |       |       |
|     | John Henry Willcox          | US-amerikanischer Komponist                                      |       |       |
|     | Wilhelm Wolff               | schlesischer Richter und Politiker                               |       |       |